# Buza (województwo lubelskie)
Buza – kolonia w Polsce położona w województwie lubelskim, w powiecie chełmskim, w gminie Wierzbica.
W latach 1975–1998 miejscowość administracyjnie należała do województwa chełmskiego.
W wieku  XIX Buza także „Buża”   stanowiła nomenklaturę Olchowca.